# Прапретно-при-Храстнику
Прапретно-при-Храстнику (словен. Prapretno pri Hrastniku) — поселення в общині Храстник, Засавський регіон, Словенія. Висота над рівнем моря: 383,1 м.